# Braemar Castle
Braemar Castle er en borg, der ligger nær landsbyen Braemar i Aberdeenshire, Skotland. Den ejes af lederen af Clan Farquharson og er udlejet til en lokal velgørenhedsorganisation. Den er åben for offentligheden.
Fra middelalderen var borgen højborg for jarlerne af Mar. Den nuværende Braemar Castle blev opført i 1628 af John Erskine, jarl af Mar, som jagtslot og for at give modspil til Farquharson-klanens stigende magt, og den erstattede en tidligere bygning, der var efterfølger til den nærliggende Kindrochit Castle, der er dateret til 1200-tallet. Placeringen af Kindrochit Castle var baseret på en strategisk lokation tæt på, hvor man naturligt ville krydse Grampian Mounth.